# 오사와역 (야마가타현)
오사와역(일본어: 大沢駅)은 일본 야마가타현 요네자와시에 있는 동일본 여객철도 오우 본선의 철도역이다. 상대식 승강장 2면 2선의 구조를 가진 지상역이며, 요네자와역 관리의 무인역이다. 야마가타 선 구간에 포함된다.

## 역 주변
- 가사마쓰 광천
- 하네구로 강

## 역사
- 1899년 5월 15일 : 오우미나미 선 후쿠시마 - 요네자와 간 개통과 동시에 오사와 신호장 설치.
- 1906년 12월 25일 : 여객역으로 격상해, 오사와역 개업.
- 1984년 12월 1일 : 무인화.
- 1987년 4월 1일 : 일본국유철도 분할 민영화에 의해, 동일본 여객철도의 역이 됨.
- 1990년 9월 1일 : 스위치 백 폐지.

## 인접 역
| 동일본 여객철도 오우 본선 | 동일본 여객철도 오우 본선 | 동일본 여객철도 오우 본선 |
| ------------------------- | ------------------------- | ------------------------- |
| 도게 후쿠시마 방면        | ■ 야마가타 선             | 세키네 요네자와 방면      |